# Wirbel (Umbo)

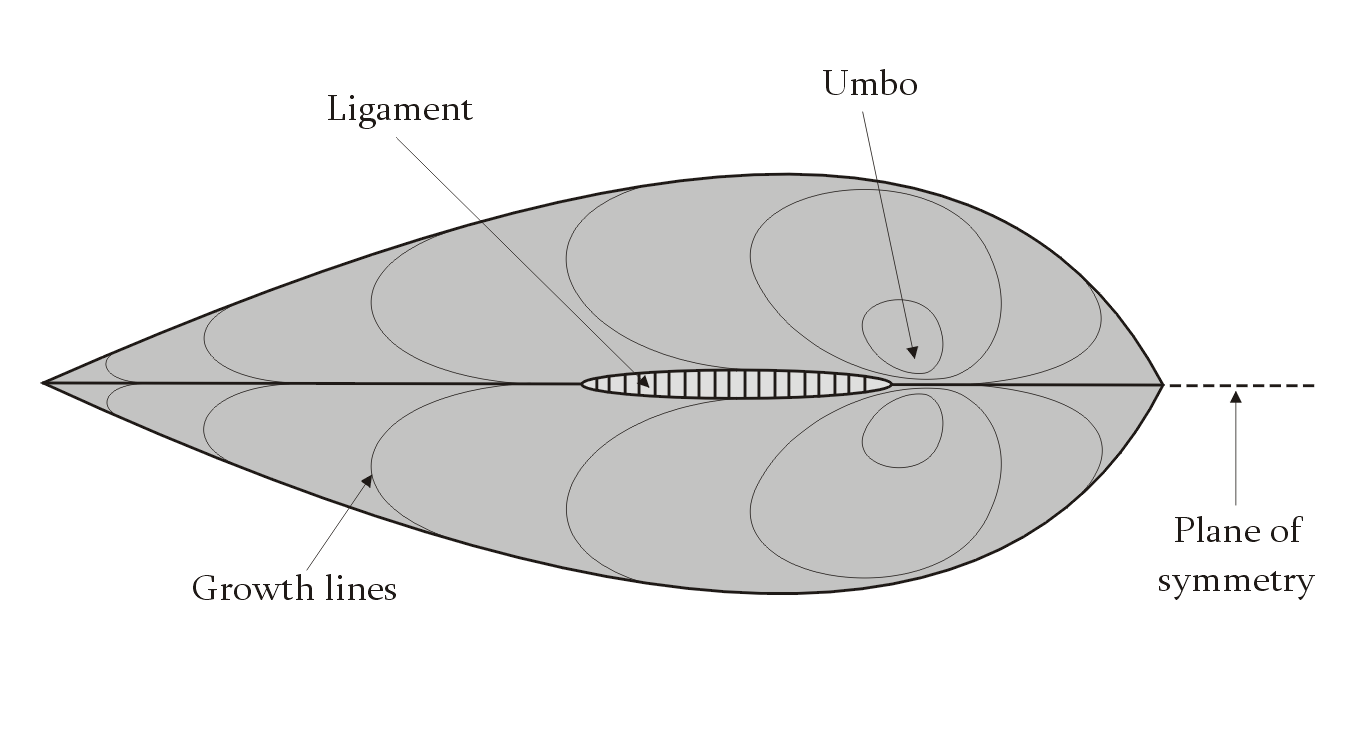
Auf dieser schematischen Darstellung eines Muschelgehäuses sind der Wirbel (Umbo), das Schlossband (Ligament) und die Anwachslinien (growth lines) zu erkennen

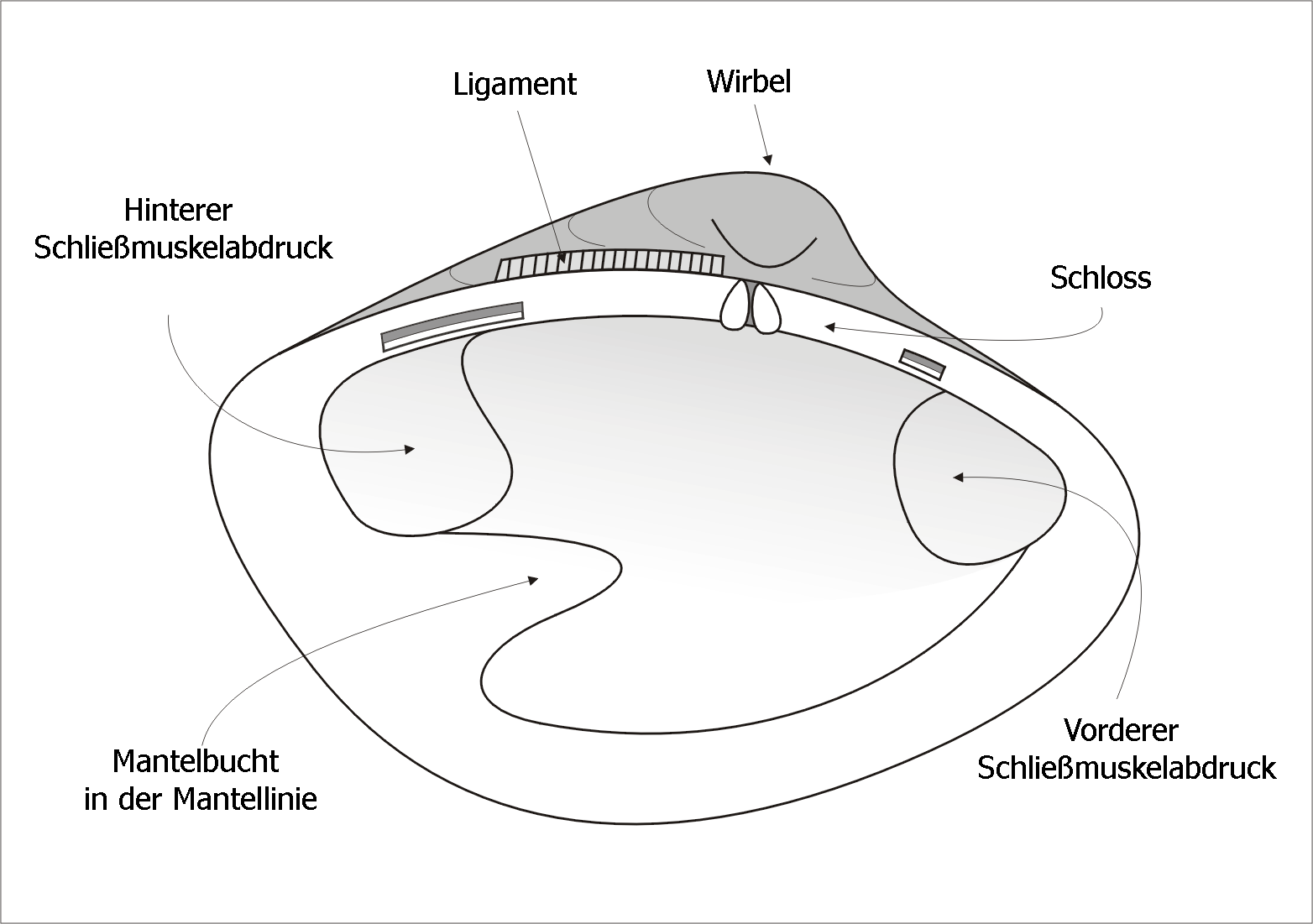
Darstellung der Klappe eines geöffneten Muschelgehäuses mit Wirbel, Schloss, Schlossband (Ligament) sowie Mantellinie und Schließmuskelabdruck.

Der Begriff Umbo (lateinisch für Schildbuckel) bezeichnet bei den Muscheln (Bivalvia) den bezogen auf die Orientierung des Tiers auf dem Rücken des Gehäuses gelegenen ältesten Teil des Gehäuses. Wirbel ist die im Deutschen übliche Bezeichnung für den Umbo. Meist liegt der Wirbel oberhalb des Schlosses. Bei einigen Arten erhält er sich zeitlebens das Embryonal- und Larvalgehäuse (Prodissoconch). Der Wirbel bildet für jede der beiden Klappen des Muschelgehäuses das Zentrum der Anwachslinien, die parallel zum Außenrand verlaufen. Der Wirbel oder Umbo ist meist etwas stärker eingewölbt als der restliche, größere Teil der Klappe. Häufig beginnt die Gehäuseskulptur am Wirbel. Durch Wachstum der Klappe zwischen dem Dorsalrand und dem Wirbel kann sich dort eine dreieckige, ebene oder leicht konkave Fläche bilden, die anders als der Rest des Gehäuses ornamentiert ist, die sogenannte Kardinalarea. Sie dient als Ansatzfläche für das Ligament.
Die Wirbelspitzen können nach vorne (prosogyr) oder nach hinten (opisthogyr) eingekrümmt sein oder sich annähernd aufeinander zu krümmen (orthogyr). Bei einigen wenigen Arten können die Wirbel einer oder beider Klappen spiralig gedreht sein (spirogyr).
Hinter oder vor dem Wirbel können sich Bereiche des Gehäuses anschließen, die eine besondere Form haben oder anders als der Rest des Gehäuses ornamentiert sind. Der Bereich vor dem Wirbel, also zum Vorderrand zu, wird als Lunula bezeichnet. Er hat häufig einen herzförmigen oder breitovalen Umriss. Der Bereich hinter dem Wirbel, also zum Hinterrand zu, wird als Area bezeichnet. Sie ist meist langgestreckt oval. Die Gestalt des Wirbels ist ein wichtiges Beschreibungsmerkmal des Muschelgehäuses.